# Matt Brown (lutador)
Matt Burton Brown (Xenia, 10 de janeiro de 1981) é um lutador de artes marciais mistas norte-americano que atualmente compete no peso-médio do Ultimate Fighting Championship. Brown competiu no The Ultimate Fighter 7, e foi eliminado no 9° episódio pelo campeão Amir Sadollah por Finalização.

## Carreira no MMA

### The Ultimate Fighter
Brown foi um dos 32 lutadores escolhidos para lutar por um contrato de seis dígitos do UFC no The Ultimate Fighter: Team Rampage vs. Team Forrest. Brown entrou oficialmente no reality após derrotar Josh Hall por Nocaute Técnico na luta preliminar. Brown seguiu para as quartas de final ao derrotar Jeremy May por Nocaute no primeiro round através de chute na cabeça. Brown enfrentou eventual vencedor Amir Sadollah nas quartas-de-final, mas perdeu por Finalização no segundo round.

### Ultimate Fighting Championship
Brown fez sua estréia no UFC no The Ultimate Fighter 7 Finale, derrotando Matt Arroyo, por Nocaute Técnico no segundo round. A luta foi uma revanche da luta de 2007, que Brown também venceu por Nocaute Técnico.
Brown perdeu sua segunda luta na organização por Decisão Dividida para Dong Hyun Kim no UFC 88. Kim quase finalizou Brown com um mata-leão no primeiro round, mas se cansou no segundo round. No terceiro, Kim usou seu ground and pound e aplicou cotoveladas em Brown. Todos os três juízes marcaram a luta 29-28, dois deles em favor de Kim. A decisão foi contestada pela torcida americana presente com vaias perceptível. Comentarista Joe Rogan anunciou durante as entrevistas pós-luta que ele acreditava que Brown tinha vencido a luta.
Após Matt Riddle sofrer uma lesão no joelho durante o treino, Brown o substituiu no UFC 91 e enfrentou Ryan Thomas. Brown ganhou por Finalização no segundo round.
Brown voltou a lutar no UFC 96 em 7 de março de 2009, onde enfrentou Pete Sell. Brown derrotou Sell em uma luta um tanto controversa, por Nocaute Técnico no primeiro round.
Brown estava programado para enfrentar Anthony Johnson no The Ultimate Fighter 9 Finale contra Anthony Johnson. No entanto, Johnson se retirou da luta após lesionar o joelho durante os treinos. O UFC começou a procurar um substituto para Johnson, mas Brown também se retirou para curar-se algumas lesões.
Brown enfrentou James Wilks, no UFC 105, derrotando-o por Nocaute Técnico no terceiro round. Brown acertou uma joelhada voadora durante o segundo round, que jogou Wilks contra a tela e no terceiro round, Brown escapou de um estrangulamento que quase terminou a luta. Após fugir da Finalziação, Brown obteve a montada e desferiu vários golpes, fazendo com que o árbitro pararasse a luta concessão Brown tsua terceira vitória consecutiva no UFC, transformando seu recorde no UFC de 4-1.
Durante uma entrevista de rádio realizada por MMAWeekly, Brown afirmou que ele gostaria de Renzo Gracie para sua próxima luta. Brown enfrentou Ricardo Almeida em 27 de março de 2010 no UFC 111. Brown perdeu a luta por Finalização no segundo round.
Brown teve uma revanche com Chris Lytle em 3 de julho de 2010, no UFC 116. Ele perdeu a luta por Finalização no segundo round.
Brown era esperado para enfrentar Rory MacDonald em 20 de novembro de 2010, no UFC 123. No entanto, MacDonald foi forçado a se retirar do card com uma lesão e foi substituído por Brian Foster, que derrotou Brown por finalização no segundo ronud. Depois de sua terceira derrota consecutiva, foi anunciado na ESPN "MMA Live" que Brown tinha sido demitido da organização. No entanto, Ariel Helwani anunciou que Brown não tinha de fato sido liberado do UFC, citando a sua fonte como o UFC em si.
Brown era esperado para enfrentar Mark Scanlon em 3 de março de 2011 no UFC Live: Sanchez vs. Kampmann. No entanto, Scanlon foi forçado a se retirar do card e foi substituído por Matt Riddle. Não muito tempo depois do anúncio Riddle-Brown foi feita, foi anunciado que Riddle tinha sido retirado da luta.
Brown era esperado para enfrentar Rich Attonito 26 de junho de 2011, no UFC on Versus 4. No entanto, o participante do card principal Martin Kampmann foi forçado a se retirar de sua luta com John Howard e Brown foi escolhido como seu substituto, enquanto Attonito enfrentou Daniel Roberts. Brown venceu a luta contra Howard por Decisão Unânime.
Brown era esperado para enfrentar John Hathaway em 5 de novembro de 2011, no UFC 138, substituindo o lesionado Pascal Krauss. No entanto, Hathaway foi forçado a retirar-se da luta devido a uma lesão não revelada e Brown foi retirado do evento. Em vez disso Brown enfrentou Seth Baczynski em 19 de novembro de 2011 às UFC 139. Ele perdeu a luta por Finalização no segundo round. 
Brown enfrentou Chris Cope em 4 de fevereiro de 2012, no UFC 143. Brown venceu a luta por Nocaute Técnico no segundo round. 
Brown enfrentou Stephen Thompson em 21 de abril de 2012 no UFC 145. Brown deu a Thompson sua primeira derrota profissional, venceu a luta por Decisão Unânime. 
Brown enfrentou Luis Ramos em 22 de junho de 2012 no UFC on FX: Maynard vs. Guida, substituindo o lesionado Matt Riddle. Brown ganhou sua terceira vitória seguida no UFC, venceu por Nocaute Técnico no segundo round. 
Brown próxima enfrentou Mike Swick em 8 de dezembro de 2012 no UFC on Fox: Henderson vs. Diaz. Apesar de ser um azarão, Brown dominou no chão no primeiro round, ameaçando Swick com uma D'arce choke e sufocando com triângulo. Ele acabou vencendo a luta por Nocaute no segundo round, coroando o ano de 2012 com o recorde de 4-0 Brown. 
Brown era esperado para enfrentar Dan Hardy em 20 de abril de 2013 no UFC on Fox: Henderson vs. Melendez. Porém Hardy foi obrigado a se retirar da luta e foi substituído por Jordan Mein. Brown derrotou Mein por Nocaute Técnico no segundo round, na luta que ganhou o prêmio de Luta da Noite.
Brown era esperado para enfrentar Thiago Alves em 17 de agosto de 2013 no UFC Fight Night: Shogun vs. Sonnen, e então Brown enfrentaou Mike Pyle no evento. Brown venceu por nocaute em menos de um minuto de luta.
Brown era esperado para enfrentar o ex-desafiante Carlos Condit em 14 de dezembro de 2013 no UFC on Fox: Johnson vs. Benavidez II. Porém, uma lesão tirou Condit do evento e Brown foi retirado do card.
Brown enfrentou o brasileiro Erick Silva em 10 de Maio de 2014 no evento principal do UFC Fight Night: Brown vs. Silva. Após quase perder a luta no primeiro round, Brown deu a volta por cima e venceu por nocaute técnico no terceiro round. Pela atuação extremamente dominante, o "Imortal" faturou o prêmio de Performance da Noite e o de Luta da Noite.
Semanas após a vitória, Brown foi colocado para enfrentar o ex-desafiante ao título Robbie Lawler em 26 de Julho de 2014 no evento principal do UFC on Fox: Lawler vs. Brown. A luta valia uma chance de disputar o cinturão e Brown perdeu por decisão unânime após cinco rounds, encerrando também sua sequência de sete vitórias seguidas.
Brown era esperado para enfrentar Tarec Saffiedine em 14 de Fevereiro de 2015 no evento principal do UFC Fight Night 60. No entanto, Saffiedine se lesionou e o UFC não achou um substituto para enfrentá-lo a tempo, então o UFC o colocou para enfrentar o ex-campeão Johny Hendricks em 14 de Março de 2015 no UFC 185. Ele foi derrotado por decisão unânime.
Brown era esperado para enfrentar Nate Diaz em 11 de Julho de 2015 no UFC 189. No entanto, Diaz não aceitou a luta e foi substituído por Tim Means. Ele venceu por finalização no primeiro round.
Brown era esperado para enfrentar Kelvin Gastelum em 21 de Novembro de 2015 no The Ultimate Fighter: América Latina 2 Finale: Brown vs. Gastelum. No entanto, uma lesão fez com que ele se retirasse do card e fosse substituído pelo compatriota Neil Magny.
Brown foi escalado para enfrentar o brasileiro Demian Maia em 14 de Maio de 2016 no UFC 198: Werdum vs. Miocic. Após provocar os brasileiros presentes na pesagem, que foi um dia antes da luta, Brown entrou no octógono sendo muito vaiado. Na luta, ele foi dominado por Maia que o finalizou no terceiro round.

## Cartel no MMA
| Cartel no MMA   |             |             |
| 42 lutas        | 23 vitórias | 19 derrotas |
| Por nocaute     | 15          | 3           |
| Por finalização | 6           | 10          |
| Por decisão     | 2           | 6           |

| Res.    | Cartel | Oponente         | Método                                   | Evento                                 | Data       | Round | Tempo | Local                        | Notas                                                                             |
| ------- | ------ | ---------------- | ---------------------------------------- | -------------------------------------- | ---------- | ----- | ----- | ---------------------------- | --------------------------------------------------------------------------------- |
| Vitória | 24-19  | Court McGee      | Nocaute (soco)                           | UFC on ABC: Rozenstruik vs. Almeida    | 13/05/2023 | 1     | 4:09  | Charlotte, Carolina do Norte | Igualou o recorde de mais nocautes na história do UFC (13); Performance da Noite. |
| Derrota | 23-19  | Bryan Barberena  | Decisão (dividida)                       | UFC on ESPN: Blaydes vs. Daukaus       | 26/03/2022 | 3     | 5:00  | Columbus, Ohio               | Luta da Noite.                                                                    |
| Vitória | 23-18  | Dhiego Lima      | Nocaute (soco)                           | UFC on ESPN: The Korean Zombie vs. Ige | 19/06/2021 | 2     | 3:54  | Las Vegas, Nevada            |                                                                                   |
| Derrota | 22-18  | Carlos Condit    | Decisão (unânime)                        | UFC on ABC: Holloway vs. Kattar        | 16/01/2021 | 3     | 5:00  | Abu Dhabi                    |                                                                                   |
| Derrota | 22-17  | Miguel Baeza     | Nocaute (soco)                           | UFC on ESPN: Overeem vs. Harris        | 16/05/2020 | 2     | 0:18  | Jacksonville, Flórida        |                                                                                   |
| Vitória | 22-16  | Ben Saunders     | Nocaute (cotovelada e socos)             | UFC 245: Usman vs. Covington           | 14/12/2019 | 2     | 4:55  | Las Vegas, Nevada            |                                                                                   |
| Vitória | 21-16  | Diego Sanchez    | Nocaute (cotovelada)                     | UFC Fight Night: Poirier vs. Pettis    | 11/11/2017 | 1     | 3:44  | Norfolk, Virginia            | Igualou o recorde para o maior numero de nocautes nos Meio Médios.                |
| Derrota | 20-16  | Donald Cerrone   | Nocaute (chute na cabeça)                | UFC 206: Holloway vs. Pettis           | 10/12/2016 | 3     | 0:34  | Toronto, Ontario             |                                                                                   |
| Derrota | 20-15  | Jake Ellenberger | Nocaute Técnico (chute no corpo e socos) | UFC 201: Lawler vs. Woodley            | 30/07/2016 | 1     | 1:46  | Atlanta, Georgia             |                                                                                   |
| Derrota | 20-14  | Demian Maia      | Finalização (mata leão)                  | UFC 198: Werdum vs. Miocic             | 14/05/2016 | 3     | 4:31  | Curitiba, Paraná             |                                                                                   |
| Vitória | 20-13  | Tim Means        | Finalização (guilhotina)                 | UFC 189: Mendes vs. McGregor           | 11/07/2015 | 1     | 4:44  | Las Vegas, Nevada            |                                                                                   |
| Derrota | 19-13  | Johny Hendricks  | Decisão (unânime)                        | UFC 185: Pettis vs. dos Anjos          | 14/03/2015 | 3     | 5:00  | Dallas, Texas                |                                                                                   |
| Derrota | 19-12  | Robbie Lawler    | Decisão (unânime)                        | UFC on Fox: Lawler vs. Brown           | 27/07/2014 | 5     | 5:00  | San Jose, California         | Luta da Noite.                                                                    |
| Vitória | 19-11  | Erick Silva      | Nocaute Técnico (socos)                  | UFC Fight Night: Brown vs. Silva       | 10/05/2014 | 3     | 2:11  | Cincinnati, Ohio             | Performance da Noite, Luta da Noite.                                              |
| Vitória | 18-11  | Mike Pyle        | Nocaute (joelhada e socos)               | UFC Fight Night: Shogun vs. Sonnen     | 17/08/2013 | 1     | 0:29  | Boston, Massachusetts        | Nocaute da Noite.                                                                 |
| Vitória | 17-11  | Jordan Mein      | Nocaute Técnico (socos)                  | UFC on Fox: Henderson vs. Melendez     | 20/04/2013 | 2     | 1:00  | San Jose, Califórnia         | Luta da Noite.                                                                    |
| Vitória | 16-11  | Mike Swick       | Nocaute (socos)                          | UFC on Fox: Henderson vs. Diaz         | 08/12/2012 | 2     | 2:31  | Seattle, Washington          |                                                                                   |
| Vitória | 15-11  | Luis Ramos       | Nocaute Técnico (joelhada e socos)       | UFC on FX: Maynard vs. Guida           | 22/06/2012 | 2     | 4:20  | Atlantic City, New Jersey    |                                                                                   |
| Vitória | 14-11  | Stephen Thompson | Decisão (unânime)                        | UFC 145: Jones vs. Evans               | 21/04/2012 | 3     | 5:00  | Atlanta, Georgia             |                                                                                   |
| Vitória | 13-11  | Chris Cope       | Nocaute Técnico (socos)                  | UFC 143: Diaz vs. Condit               | 04/02/2012 | 2     | 1:19  | Las Vegas, Nevada            |                                                                                   |
| Derrota | 12-11  | Seth Baczynski   | Finalização (guilhotina)                 | UFC 139: Shogun vs. Henderson          | 19/11/2011 | 2     | 0:42  | San Jose, California         |                                                                                   |
| Vitória | 12-10  | John Howard      | Decisão (unânime)                        | UFC Live: Kongo vs. Barry              | 26/06/2011 | 3     | 5:00  | Pittsburgh, Pennsylvania     |                                                                                   |
| Derrota | 11-10  | Brian Foster     | Finalização (guilhotina)                 | UFC 123: Rampage vs. Machida           | 20/11/2010 | 2     | 2:11  | Auburn Hills, Michigan       |                                                                                   |
| Derrota | 11-9   | Chris Lytle      | Finalização (chave de braço)             | UFC 116: Lesnar vs. Carwin             | 03/07/2010 | 2     | 2:02  | Las Vegas, Nevada            |                                                                                   |
| Derrota | 11-8   | Ricardo Almeida  | Finalização (mata leão)                  | UFC 111: St. Pierre vs. Hardy          | 27/03/2010 | 2     | 3:30  | Newark, New Jersey           |                                                                                   |
| Vitória | 11-7   | James Wilks      | Nocaute Técnico (socos)                  | UFC 105: Couture vs. Vera              | 14/11/2009 | 3     | 2:26  | Manchester                   |                                                                                   |
| Vitória | 10-7   | Pete Sell        | Nocaute Técnico (socos)                  | UFC 96: Jackson vs. Jardine            | 07/03/2009 | 1     | 1:32  | Columbus, Ohio               |                                                                                   |
| Vitória | 9-7    | Ryan Thomas      | Finalização (chave de braço)             | UFC 91: Couture vs. Lesnar             | 15/11/2008 | 2     | 0:57  | Las Vegas, Nevada            |                                                                                   |
| Derrota | 8-7    | Dong Hyun Kim    | Decisão (dividida)                       | UFC 88: Breakthroungh                  | 06/09/2008 | 3     | 5:00  | Atlanta, Georgia             |                                                                                   |
| Vitória | 8-6    | Matt Arroyo      | Nocaute Técnico (socos)                  | The Ultimate Fighter 7 Finale          | 21/06/2008 | 2     | 3:40  | Las Vegas, Nevada            | Estréia no UFC                                                                    |
| Derrota | 7-6    | Chris Lytle      | Finalização (guilhotina)                 | United Fight League                    | 11/08/2007 | 2     | 2:49  | Indianapolis, Indiana        |                                                                                   |
| Vitória | 7-5    | Dan Kolbasowski  | Finalização (chave de braço)             | FightFest: Black and Blues Tour        | 06/07/2007 | 1     | 1:37  | Cleveland, Ohio              |                                                                                   |
| Derrota | 6-5    | Daniel Moraes    | Finalização (chave de braço)             | GFC: Evolution                         | 19/05/2007 | 1     | 2:32  | Columbus, Ohio               |                                                                                   |
| Derrota | 6-4    | Jesse Chilton    | Finalização (triangulo de braço)         | Next Level Fighting 8                  | 10/03/2007 | 3     | 3:23  | Steubenville, Ohio           |                                                                                   |
| Vitória | 6-3    | Douglas Lima     | Nocaute Técnico (socos)                  | ISCF: Night of Champions               | 09/02/2007 | 2     | 2:50  | Tampa, Florida               | Ganhou o Título Meio Médio do ISCF.                                               |
| Vitória | 5-3    | Matt Arroyo      | Nocaute Técnico (socos)                  | ISCF: Invasion                         | 04/11/2006 | 2     | 2:50  | Atlanta, Georgia             |                                                                                   |
| Vitória | 4-3    | Jason Nickoson   | Finalização (triangulo)                  | Fightfest 8                            | 20/10/2006 | 1     | 0:51  | Cleveland, Ohio              |                                                                                   |
| Derrota | 3-3    | Chris Liguori    | Finalização (mata leão)                  | CITC 3: Marked Territory               | 30/09/2006 | 2     | 0:42  | Lincroft, New Jersey         |                                                                                   |
| Derrota | 3-2    | Mikey Gomez      | Finalização (mata leão)                  | Absolute Fighting Championships 17     | 24/06/2006 | 1     | 3:35  | Boca Raton, Flórida          |                                                                                   |
| Vitória | 3-1    | Brian King       | Finalização (chave de braço)             | Broken Reflection                      | 20/05/2006 | 1     | 3:27  | Toledo, Ohio                 |                                                                                   |
| Derrota | 2-1    | Pete Spratt      | Decisão (unânime)                        | International Freestyle Fighting 1     | 06/05/2006 | 3     | 5:00  | Fort Worth, Texas            |                                                                                   |
| Vitória | 2-0    | Joey Whitt       | Nocaute (socos)                          | GFL: Brawl at the Buckeye              | 10/02/2006 | 1     | 0:39  | Columbus, Ohio               |                                                                                   |
| Vitória | 1-0    | Ricardo Martinez | Finalização                              | Higher Power Fighting                  | 08/10/2005 | 1     | 2:54  | Lancaster, Ohio              | Estréia no MMA                                                                    |